# Europejska konwencja o ochronie dziedzictwa archeologicznego
Europejska konwencja o ochronie dziedzictwa archeologicznego, popularnie zwana konwencją maltańską – konwencja otwarta do podpisu pod auspicjami Rady Europy w Valletcie na Malcie 16 stycznia 1992. Konwencja weszła w życie 25 maja 1995, po uzyskaniu ratyfikacji przez cztery państwa. Obecnie stronami Konwencji jest 45 państw.
Tekst Konwencji opracowany został na podstawie wcześniejszego dokumentu – Karty Ochrony i Zarządzania Dziedzictwem Archeologicznym (zwanej Kartą Lozańską), przyjętej w roku 1990 przez Międzynarodową Radę do spraw Zabytków i Miejsc Zabytkowych (ICOMOS) na konferencji w Lozannie w Szwajcarii.
Konwencja zastąpiła wcześniejszą Europejską Konwencję o ochronie dziedzictwa archeologicznego, podpisaną w Londynie 6 maja 1969
Potrzeba opracowania tekstu Konwencji wynikła z:
- zmiany filozofii ochrony zabytków archeologicznych w kierunku większego nacisku na zachowanie stanowisk archeologicznych, a nie na ich badanie wykopaliskowe, które jest metodą niszczącą;
- przyjęcia zasady kto niszczy, ten płaci w odniesieniu do inwestycji niszczących stanowiska archeologiczne;
- konieczności podejmowania działań wyprzedzających niszczenie stanowisk archeologicznych przez inwestycje, a mianowicie wcześniejszego rozpoznania zasobów archeologicznych i uwzględnienia map archeologicznych w planowaniu przestrzennym na wszystkich poziomach.

Najważniejszym rezultatem Konwencji Maltańskiej jest zapewnienie, że żadna inwestycja nie będzie niszczyła stanowisk archeologicznych bez przeprowadzenia wcześniejszych wykopalisk ratowniczych. Skutkiem wprowadzenia w życie tej zasady stało się:
- uwzględnianie obecności stanowisk archeologicznych w ocenach oddziaływania inwestycji na środowisko;
- zwiększenie liczby wykopalisk ratowniczych i radykalne zmniejszenie liczby wykopalisk podejmowanych w celach czysto badawczych (na stanowiskach archeologicznych niezagrożonych zniszczeniem);
- zwiększenie zapotrzebowania na instytucje i firmy archeologiczne, które mogą prowadzić wykopaliska ratownicze w trudnych warunkach (np. zimą); to z kolei doprowadziło w wielu krajach do powstania tzw. archeologii komercyjnej lub kontraktowej, czyli pojawienia się licznych prywatnych firm wykopaliskowych.

Konwencja sporządzona została w językach angielskim i francuskim, depozytariuszem jest sekretarz generalny Rady Europy.
Wcześniej, 3 października 1985, w Grenadzie została podpisana Konwencja o ochronie dziedzictwa architektonicznego Europy. Polska przystąpiła do niej w 2011.